# BSスカパー!って知ってますか!?
『BSスカパー!って知ってますか!?』（ビーエススカパーってしってますか）は、スカパーが制作し、BSスカパー!で放送されているテレビ番組。2015年9月27日・10月4日・10月11日の3回のみ放送のスペシャル番組であり、無料放送された。その後、2016年12月に第4弾、2017年1月に第5弾が放送された。

## 概要
- BSスカパー!が開局して4年がたつものの、その認知度があまり高くないとの問題意識のもとに、有名人の力を借りて、知名度上昇のための番組制作をコンセプトとしたバラエティ番組である。
- 加藤浩次・田村淳・劇団ひとり の3人が「地上波では絶対に見ることが出来ない番組」をテーマにしたオリジナル番組を制作した。その後、2016年12月に第4弾、2017年1月に第5弾が企画され、 今田耕司と千原ジュニア制作の番組が放送された。
- 初回の『田村淳の地上波ではダメ!絶対!』は2016年4月14日から2020年3月5日にかけてレギュラー放送された。

## 放送リスト
| 回 | 放送日          | タイトル                                  |
| -- | --------------- | ----------------------------------------- |
| 1  | 2015年 9月27日  | 田村淳の地上波ではダメ!絶対!              |
| 2  | 2015年 10月4日  | 劇団ひとりの『夢劇場-小ホール-』          |
| 3  | 2015年 10月11日 | 密着!加藤浩次軍団コントへの挑戦!          |
| 4  | 2016年 12月16日 | 今田耕司の裏ものまねチャンピオン決定戦    |
| 5  | 2017年 1月30日  | 千原ジュニアの芸能人しか見ちゃいけないTV  |
| － | 2017年 8月10日  | 千原ジュニアの芸能人しか見ちゃいけないTV2 |

## 出演者
- 加藤浩次（極楽とんぼ）
- 田村淳
- 劇団ひとり
- 今田耕司
- 千原ジュニア

### 第3弾出演者
- 六角精児
- マンボウやしろ
- 吉村崇（平成ノブシコブシ）
- 矢作兼（おぎやはぎ）
- 秋山竜次（ロバート）
- 武井壮
- 山本博（ロバート）
- 馬場裕之（ロバート）
- 浜崎美保（TOKYO FMパーソナリティ）
- ニセ山本 - はらげさん
- 二階堂 - おーひら